# 伊利諾州同性婚姻

虹色伊利诺伊州地图

同性婚姻在伊利诺伊州自2014年6月1日开始合法化。2013年11月20日州长帕特·奎因签署了同性婚姻法案，在2014年6月1日后生效。
此前，2011年1月31日奎因签署法案使得民事结合在伊利诺伊州自2011年6月1日开始合法化。该法案还允许异性恋伴侣注册民事结合关系，并承认在其他司法管辖区签订的大致类似的法律关系，包括同性婚姻和民事结合。
2007年至2013年间同性婚姻法案在伊利诺伊州曾多次被提出。2013年1月法案提交到两院，2月参议院以34-21表决通过。2013年2月26日，伊利诺伊州众议院执行委员会以6-5表决批准该法案。代表Greg Harris预计表决将不会通过，因而并没有要求在立法机关5月31日休会前进行表决，而是延长了最后期限直到8月31日立法会特别会议审批。这一期限进一步延长至2013年10月和11月的伊利诺伊州众议院和参议院的否决权会议上。
2013年11月5日众议院以61-54投票通过了一项同性婚姻合法化法案(SB10)，达到所需的60票门槛。州参议院随即以32-21批准了修订后的法案，州长帕特·奎因11月20日签署了该法案使之成为法律。该法案于2014年6月1日生效，从而使同性伴侣在2014年6月2日（强制性的一天的等待期后）可以获得结婚证书。